# Договорная цепь
Договорная цепь (англ. Covenant Chain) — серия союзов и соглашений между конфедерацией ирокезов и британскими колониями в Северной Америке. Кроме ирокезов и британцев в Договорную цепь входили индейские племена, зависимые от конфедерации ирокезов, при этом эти племена не имели право заключать договора с европейцами напрямую. 

## История
В 1677 году губернатор Нью-Йорка Эдмунд Андрос при участи колониальных властей Новой Англии заключил ряд соглашений в Олбани с конфедерацией ирокезов. Эти соглашения заложили основы Договорной цепи, объединившей англичан, ирокезов и зависимые от них племена. Во время Бобровых войн в XVII веке ирокезы завоевывали другие индейские племена и территории ради новых охотничьих угодий и захвата пленников, чтобы пополнить свое население, истощённое войнами и новыми евразийскими эпидемиями. Со всеми побеждёнными племенами заключались договора, ставившие их в прямую зависимость от конфедерации. Взамен ирокезы соглашались защищать их интересы перед европейцами. Первым индейским племенем, включённым в Договорную цепь, стали махиканы. После заключения договора с Андросом ирокезы стали заключать соглашения с европейцами от лица всей конфедерации как единого целого. Племена, входящие в альянс практически перестали подписывать отдельные договора. С победами ирокезов Договорная цепь расширялась, включая всё новые и новые народы. С созданием Договорной цепи ирокезы не становились подданными английского короля и не подчинялись британским властям, а действовали как равноправные союзники. 
Ведя войну против Новой Франции конфедерация ирокезов старалась переманить французских индейских союзников. Кроме этого конфедерация убеждала власти британских колоний в том, что французы настраивают против них все племена в регионе. В результате британские власти сами подталкивали все подконтрольные им племена в Договорную цепь. В разное время в Договорную цепь входили махиканы, делавары, шауни, минго, саскуэханноки, нантикоки, тутело, сапони, майами и коной. Договорная цепь представляла собой сложную иерархическую структуру, в которую входили провинция Нью-Йорк, ирокезы, колонии Новой Англии и зависящие от конфедерации племена. Отношения ирокезов с индейскими племенами Договорной цепи были сложными и неоднозначными. Не все входившие в Договорную цепь народы желали признавать власть конфедерации и иногда это приводило к военным конфликтам. К тому же сами ирокезы не стремилась защищать интересы племён Договорной цепи перед британцами, а часто преследовала лишь свои собственные. С началом Американской революции среди ирокезов возникли разногласия. Шесть племён разделились в вопросе о том, какой курс избрать. Большинство мохоков, сенека, кайюга и онондага решили вступить в союз с британцами. Но онайда и тускарора присоединились к повстанцам. Для конфедерации ирокезов Американская революция стала гражданской войной, с окончанием которой и заключением договора в форте Стэнуикс перестала существовать и Договорная цепь.